# اینگیری
اینگیری (به لاتین: Aingiri) یک منطقهٔ مسکونی در بنگلادش است که در استان چیتاگونگ واقع شده‌است.